# 威弗维尔 (阿拉巴马州)
威弗维尔（英語：Weaver）是美国阿拉巴马州下属的一座城市。面积约为3.47平方英里（约合8.97平方公里）。根据2010年美国人口普查，该市有人口3,038人，人口密度为876.77/平方英里（约合338.68/平方公里）。